# Totentempel des Ramses III.
Der Totentempel des Ramses III. ist ein im 12. Jahrhundert v. Chr. durch König (Pharao) Ramses III. (um 1221–1156 v. Chr.) im altägyptischen Ort Tahut, heute Medînet Hâbu, errichtetes Millionenjahrhaus, ein vor allem der gottähnlichen Erhebung des Königs dienender Kultbau. Die Tempelruine befindet sich innerhalb einer nicht mehr vollständig erhaltenen Umfassungsmauer eines Tempelkomplexes, zu dem neben dem Haupttempel Ramses’ III. noch ein Amun-Tempel, die Grabkapellen der Gottesgemahlinnen des Amun aus der 23. bis 26. Dynastie und ein Heiliger See gehörten. Das in weiten Teilen gut erhaltene Gebäude des Haupttempels auf einer Grundfläche von über 7000 m² ist unter anderem bekannt durch die Reliefdarstellungen des Sieges Ramses’ III. über die Seevölker zu Beginn des 12. Jahrhunderts v. Chr.

## Lage
Der Totentempel Ramses’ III. liegt am Rand der Libyschen Wüste etwa vier Kilometer westlich von Luxor, der Hauptstadt des Gouvernements al-Uqsur, die sich am östlichen Ufer des Nils entlangzieht. Westlich des Flusses befindet sich bis zum Wüstenrand eine ausgedehnte fruchtbare Schwemmlandebene, die mit Kanälen durchzogen ist. Das Gebiet, in dem sich die Überreste mehrerer altägyptischer Tempel befinden, wird als Theben-West bezeichnet, nach der griechischen Bezeichnung Theben für die altägyptische Stadt Waset, die sich beidseitig des Nils erstreckte.
Nahe gelegene andere Überreste altägyptischer Totentempel sind der Tempel des Haremhab unmittelbar nördlich der Umfassungsmauer des Tempelkomplexes, der Tempel des Amenophis III. mit den Memnonkolossen, der Tempel des Merenptah, der Tempel Thutmosis’ IV. und das Ramesseum. Etwa 800 Meter nordwestlich des Totentempels Ramses’ III. befindet sich der Eingang zum Tal der Königinnen, einer Nekropole von Angehörigen der Pharaonen der 17. bis 20. Dynastie.

## Geschichte
Bereits im Mittleren Reich wurde Theben-West als Nekropole genutzt. Davon zeugen die Saff-Gräber der 11. Dynastie in at-Tarif. Mit König Mentuhotep II., der um 2061 bis 2010 v. Chr. regierte, begann der Bau von Tempeln, die dem Königskult dienten und als Millionenjahrhäuser bezeichnet werden. Der Totentempel des Mentuhotep II. im Talkessel von Deir el-Bahari gilt dabei als erster seiner Art und als Übergang von den Pyramidentempeln des Alten Reiches zu den Totentempeln des Neuen Reiches. Doch erst in der 18. Dynastie, nach der Zweiten Zwischenzeit, folgte mit dem Totentempel der Hatschepsut ein weiterer Bau dieser Art. Unter Königin Hatschepsut und ihrem Nachfolger Thutmosis III. entstand im 15. Jahrhundert v. Chr. auch der Amun-Tempel vor dem späteren Totentempel Ramses’ III., errichtet auf den Fundamenten eines Schreines aus dem Mittleren Reich und in kuschitischer, ptolemäischer und römischer Zeit erweitert.
Als Ort der Grablegung für die Könige des Neuen Reiches, der 18. bis 20. Dynastie, diente das Tal der Könige. Die Bedeutendsten der Pharaonen errichteten zu ihrem Gedenken und ihrer Verbindung zu bestimmten Gottheiten eigene Totentempel, die nahe der Begräbnisstätte lagen. Dazu gehörten die Tempel von Thutmosis IV., Amenophis III., Haremhab, der den Tempel seines Vorgängers Eje usurpierte, Sethos I., Ramses II. und Merenptah. Diesem Beispiel folgend ließ Ramses III., der ab 1188 v. Chr. regierte und 1156 v. Chr. in dem von ihm in Auftrag gegebenen Grab KV11 bestattet wurde, seinen Totentempel zwei Kilometer südlich des Tals der Könige errichten. Als Vorlage des Tempelplans diente das Ramesseum, der Totentempel Ramses’ II. in Theben-West. Für den Bau des Tempels Ramses’ III. sollen nach einem zeitgenössischen Text 62.626 Kriegsgefangene eingesetzt worden sein. Der mit Baumaterial aus dem Steinbruch von Dschabal as-Silsila errichtete Totentempel wurde spätestens im 12. Regierungsjahr Ramses’ III. fertiggestellt.
Ramses III. war der zweite König der 20. Dynastie. Der Anfang seiner Regierungszeit war geprägt von Abwehrkämpfen im Norden Ägyptens gegen libysche Stämme und die Seevölker. Dies spiegelt sich auch in der Ausgestaltung des wahrscheinlich unter der Leitung des Oberdomänenverwalter Amen-mose erbauten Totentempels in Medînet Hâbu wider, in dem Reliefs die Siege des Pharaos verherrlichen. Die Umfassung des Tempelkomplexes mit einer Lehmziegelmauer einschließlich zweier in sie integrierter Tore fällt in die späten Regierungsjahre Ramses’ III. Bei der Errichtung seines Grabes im Tal der Könige und den Prinzengräbern im Tal der Königinnen kam es 1159 v. Chr., dem 29. Regierungsjahr des Pharaos, zum Streik von Deir el-Medina, der ersten dokumentierten Arbeitsniederlegung der Geschichte. Grund war die mangelnde Versorgung der Arbeiter in der Siedlung Deir el-Medina mit Lebensmitteln, was auf wirtschaftliche Schwierigkeiten am Ende der Herrschaftszeit Ramses’ III. hinweist.
Nach dem Tod des Königs, der laut mehrerer erhaltener Papyri der sogenannten Haremsverschwörung unter Beteiligung seines Sohnes Pentawer zum Opfer gefallen sein soll, regierte sein Sohn Ramses IV. etwas über sechs Jahre Ägypten. Danach kam es des Öfteren zu Thronstreitigkeiten mit Bürgerkriegscharakter und gleichzeitigem Erstarken der Macht der Priester, gerade in Theben, was zum Niedergang der Pharaonenherrschaft führte. Mit Ramses XI. endete um 1075 v. Chr. die 20. Dynastie und mit ihr das traditionelle Königtum. In der folgenden Dritten Zwischenzeit regierten libysche Fremdherrscher aus dem Norden des ägyptischen Reiches, wo sie Ramses III. neben einigen Seevölkern nach seinen Kriegen sich hatte ansiedeln lassen, das Land. Noch in der Zeit der späten 20. Dynastie dienten die Tempelmauern von Medînet Hâbu als Schutz gegen libysche Invasoren.
Auch in späterer Zeit hatten die Mauern um den Totentempel Ramses’ III. eine Schutzfunktion, so als Stadtmauer der koptischen Stadt Djeme oder Djemaï. In der christlichen Zeit erbaute man im zweiten Hof des Tempels eine koptische Kirche, im ersten Hof Wohnhäuser. Im 9. Jahrhundert wurde die Stadt in und um den Tempel aufgegeben. Die Gebäude aus dieser Epoche wurden später wieder entfernt, um Besuchern den ursprünglichen Tempelbau zugänglich zu machen. Das Gelände wurde dafür zwischen 1859 und 1899 durch die ägyptische Altertümerverwaltung sporadisch geräumt, 1891 die Überreste der Kirche des zweiten Hofes entfernt. In den Jahren 1894 und 1895 legte Georges Daressy den Totentempel und die Saitischen Kapellen der Gottesgemahlinnen frei. Seit 1924 führte das Oriental Institute der Universität von Chicago weitere Ausgrabungen und Konservierungsarbeiten durch.

## Beschreibung

### Außenanlagen

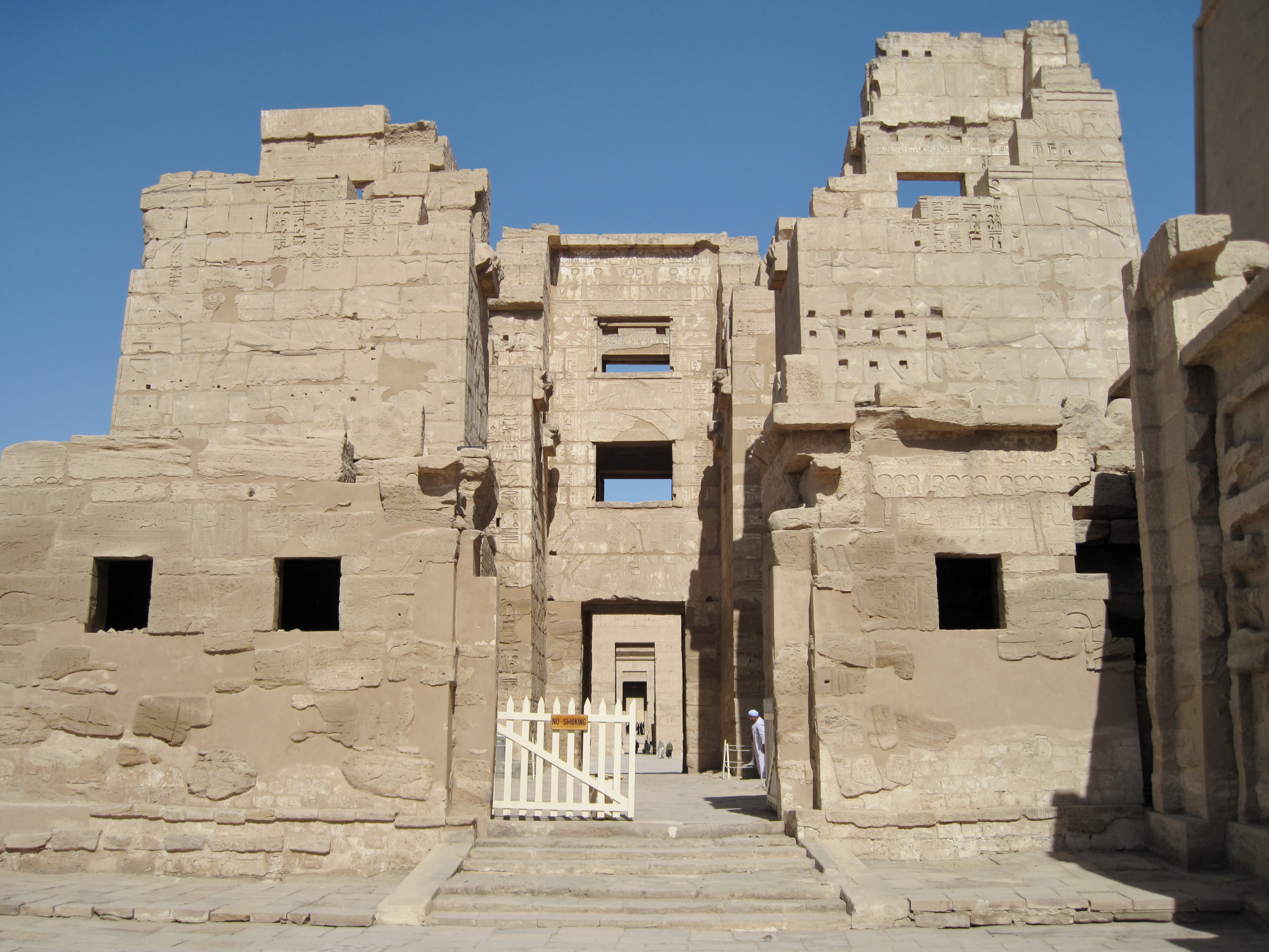
Eingang durch das „Hohe Tor“ (Migdol) zum Tempelkomplex

Der 315 Meter lange und 205 Meter breite Tempelkomplex von Medînet Hâbu (entsprechend 600 × 400 altägyptischen königlichen Ellen zu 0,52 Metern) wurde mit einer 18 Meter hohen Lehmziegelmauer umbaut, die etwa 10 Meter stark war. Die Innenfläche des Komplexes bildete somit ein Rechteck, wobei die Umfassungsmauer im Nordosten von der Ideallinie nach innen abwich, da sich an dieser Stelle außen angrenzend der Totentempel des Haremhab befand. Große Teile der Lehmziegelmauer sind noch heute erhalten. Durch sie führten zwei Tore ins Innere, das Haupttor im Südosten und ein weiteres Tor an der Nordwestseite. Das Haupttor oder Hohe Tor wird wegen seiner Ähnlichkeit zu Befestigungsanlagen im syrischen Raum auch Migdol genannt. Vor ihm befand sich im Altertum eine Kaianlage an einem Kanal, auf dem Schiffe verkehren konnten. Unter Ramses III. war das Haupttor noch Bestandteil der Umfassungsmauer, bevor der nordöstlich des Tores stehende Amun-Tempel in späterer Zeit nach Südosten erweitert und dafür die Mauer an dieser Seite des Tores entfernt wurde.

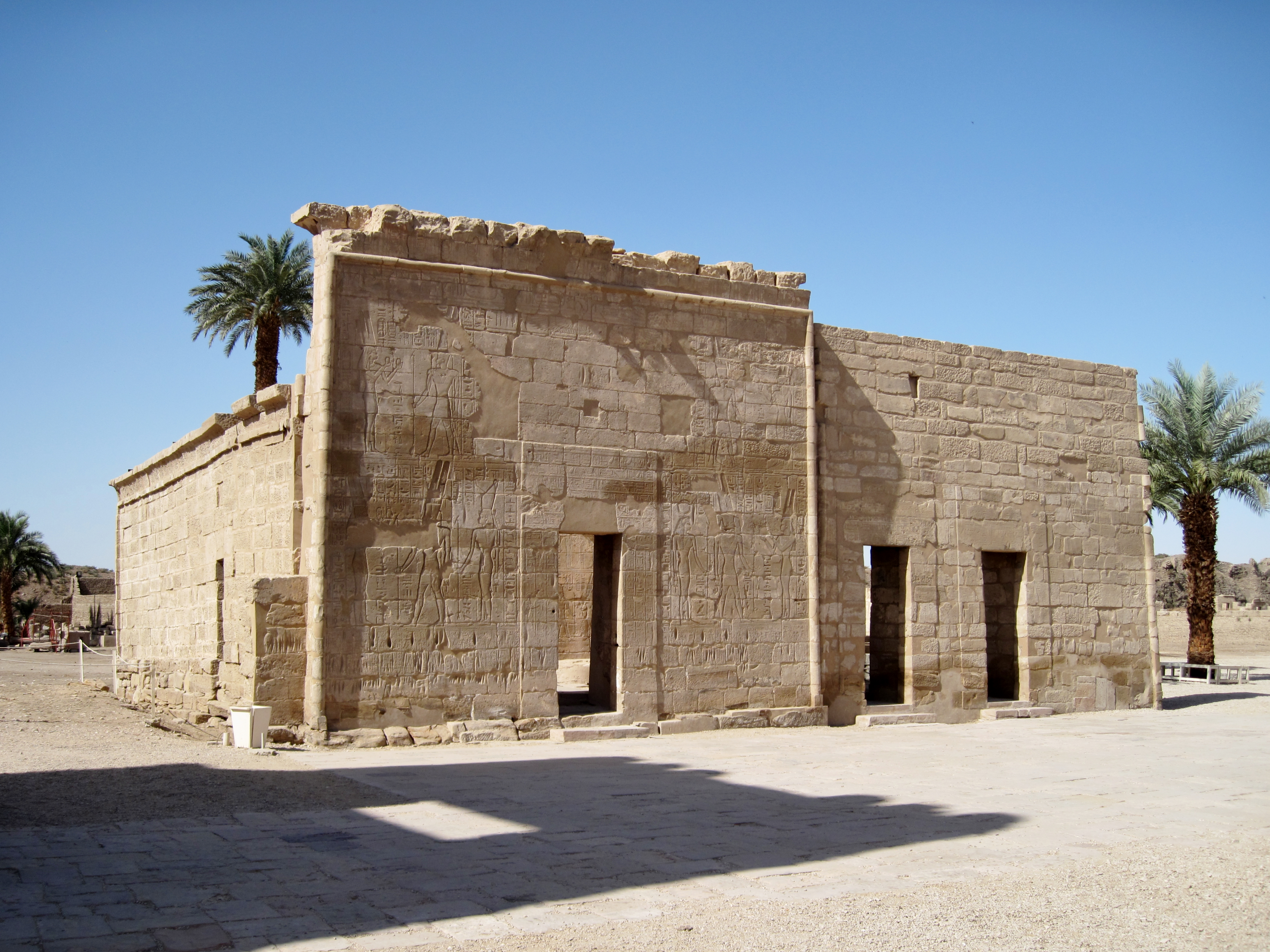
Grabkapellen der Gottesgemahlinnen des Amun nordwestlich des „Hohen Tores“

Oberhalb des Haupttores befanden sich von Ramses III. genutzte Räumlichkeiten. Die links und rechts des Durchgangs zum Vorhof des Totentempels stehenden turmartigen Gebäudeteile sind am Ende miteinander verbunden. Dort befinden sich oberhalb einer Toröffnung zwei übereinander eingelassene Fenster. Im Durchgang sind beidseitig zwei Statuen der Göttin Sachmet aus Granit aufgestellt. Das „Hohe Tor“ ist mit Reliefs der Niederschlagung der Feinde durch den König ausgeschmückt. Hinter der Toröffnung zum Vorhof des Tempels Ramses’ III. stehen 15 Meter nordwestlich die Grabkapellen der Gottesgemahlinnen des Amun Schepenupet I., Amenirdis I., Schepenupet II., Nitokris I. und Anchnesneferibre. Die Grabkapellen gleichen einem Tempel im Kleinen mit einem pylonartigen Vorbau, einem kleinen Säulenhof und einer quadratischen Kultkammer.

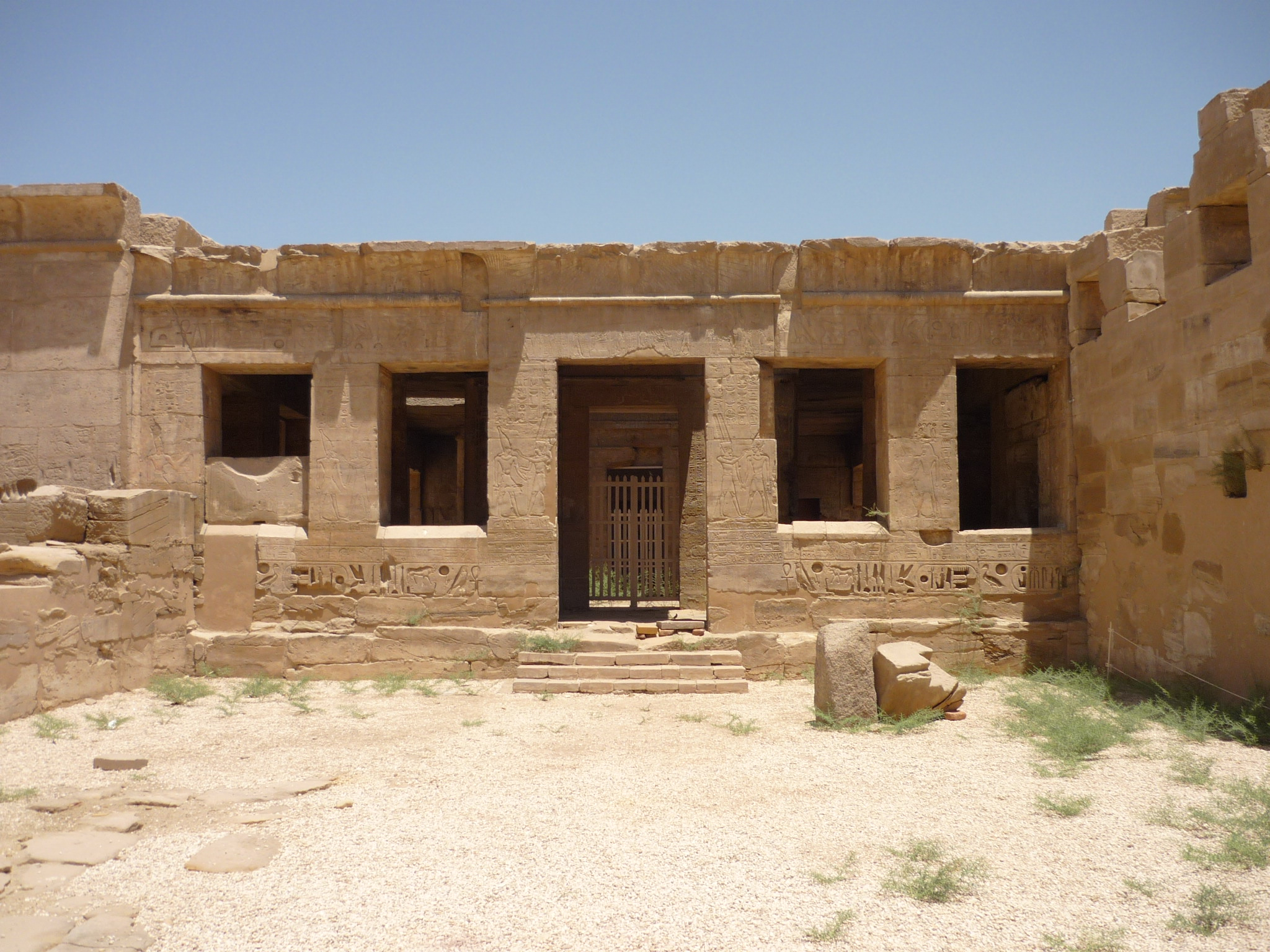
Innenhof des Amun-Tempels

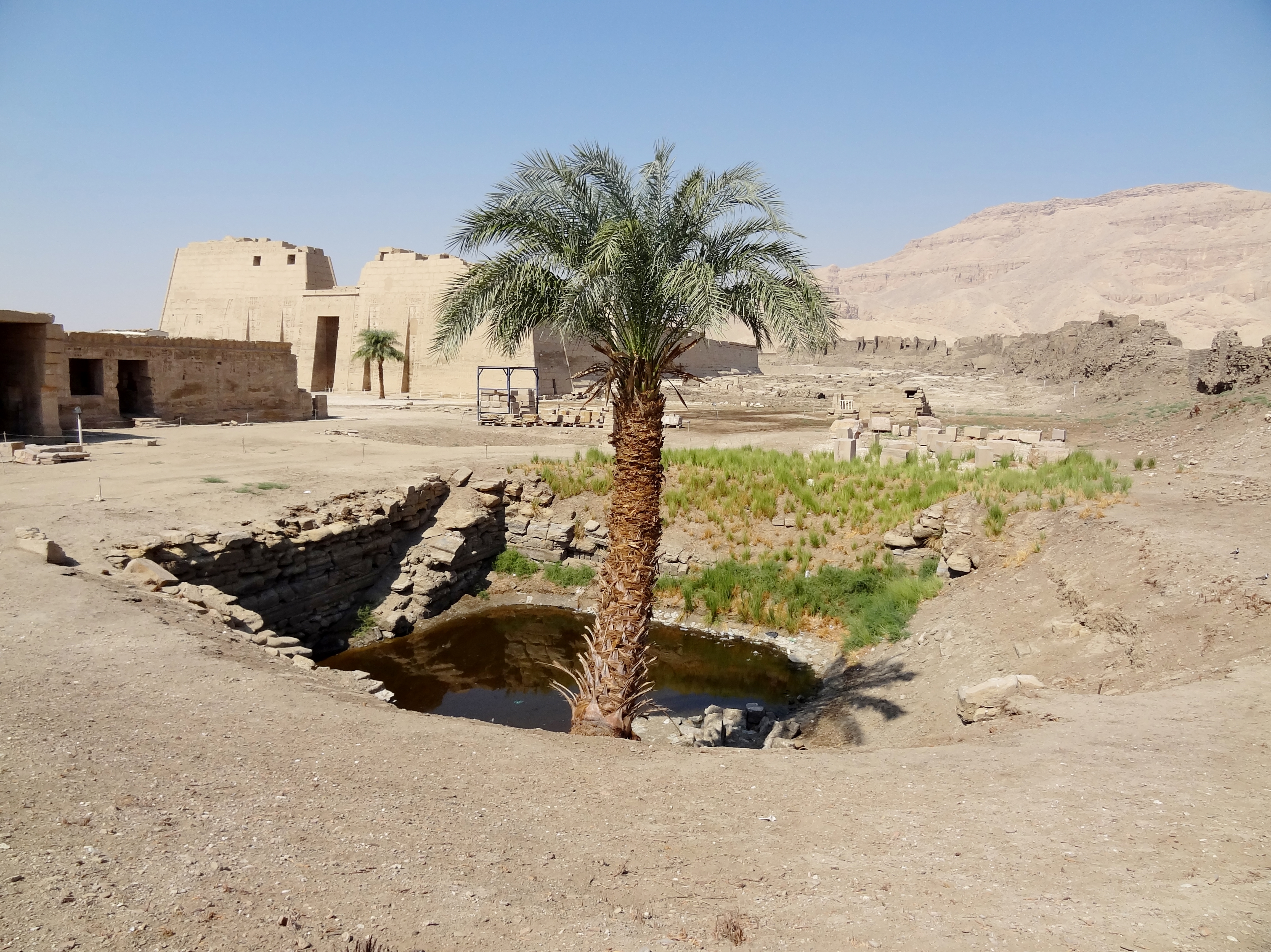
Heiliger See neben dem Amun-Tempel

Der nordöstlich des „Hohen Tores“ stehende Amun-Tempel ist der älteste Bau des Tempelkomplexes, soweit es den Kernbau aus der 18. Dynastie betrifft. Doch auch dieser war nicht das erste Bauwerk im heutigen Medînet Hâbu. Schon in der Zeit der 11. Dynastie wurde hier in einem kleinen Tempel der Ur-Amun Kematef verehrt, als dessen Grabstelle der Ort galt und an dem sich der unter der Herrscherfamilie der Hermonthen zum Lokalgott Thebens aufgestiegene Amun von Karnak alle zehn Tage regenerierte. Kematef, ein Schöpfergott, war Teil einer Götterachtheit in Gestalt einer sich selbst zu neuem Leben erweckenden häutenden Schlange.
Königin Hatschepsut aus der 18. Dynastie knüpfte an die Amun-Verehrung vor Ort an und erbaute über dem Kultplatz einen sechsräumigen Tempel mit Barkenheiligtum. Der Pfeilerumgang des Tempels hatte eine Größe von 29 × 13 Metern. Neben kleineren Veränderungen durch Hatschepsuts Nachfolger Thutmosis III. war dies der Bau, den Ramses III. bei seinen Tempelplanungen vorfand. Nach der Errichtung eines Vorbaus mit 2 × 8 Säulen und einem Frontpylon in der kuschitischen oder nubischen Epoche der 25. Dynastie wurde diesem Pylon unter den Königen Ptolemaios VIII. und Ptolemaios XII. Neos Dionysos eine Säulenkolonnade und ein weiterer Pylon vorgesetzt. Den Abschluss der Erweiterungen des Amun-Tempels bildeten die Arbeiten an der Errichtung einer 42 Meter breiten Vorhalle mit einem großen Vorhof unter dem römischen Kaiser Antoninus Pius, die jedoch nicht mehr vollendet wurden.
Das etwa 50 Meter nördlich des Amun-Tempels befindliche Nilometer wurde in der 30. Dynastie unter Nektanebos II. erbaut. Der 20 × 18 Meter große Heilige See der Tempelanlage liegt 30 Meter nordöstlich vom Gebäude des Amun-Tempels in der östlichen Ecke des Tempelkomplexes.

### Tempelanlage des Totentempels Ramses’III.
Wie der Amun-Tempel der 18. Dynastie neben dem „Hohen Tor“ war auch der Totentempel Ramses’ III. dem Reichsgott Amun geweiht. Im Papyrus Harris I findet man folgenden Text, der sich auf den Bau des Totentempels in Medînet Hâbu bezieht:
„Ich (= Ramses III.) errichtete dir (= Amun) ein ehrwürdiges Gebäude für Millionen von Jahren, vor [wörtlich: bleibend auf] dem Berg des „Herrn des Lebens“ (= das thebanische Wüstengebirge mit den Königsgräbern), angesichts deiner (= Karnak), erbaut aus dem Gestein von Sandstein und Quarzit und dem schwarzen Stein (= Granit). Mit Türflügeln aus Elektron und mit Erz in getriebener Arbeit. Ihre Türme aus Stein reichen bis zum Himmel, beschriftet und graviert mit dem Meißel auf den großen Namen Deiner Majestät. Ich baute eine Mauer in seinem (= des Totentempels) Umkreis, hergerichtet mit trefflicher Arbeit, mit Türmen und Brustwehren aus dem Gestein von Sandstein. Ich grub einen See vor ihm (= dem Totentempel), überflutet mit einem Ozean, bepflanzt mit Bäumen, die grünten wie das Nildelta. Ich füllte seine (= des Totentempels) Schatzhäuser mit den Sachen der Länder von Kemet: Gold, Silber und allen Edelsteinen wie Hunderttausende. Seine Scheunen platzten von Gerste und Weizen. (Seine) Äcker und seine Herden, sie sind zahlreich wie der Sand des Strandes. (....) Ich schuf dein großes Bild (= Statue), das in seinem (= des Totentempels) Inneren ruht. Sein ehrwürdiger Name ist „Amun, der mit der Ewigkeit vereint ist“. Geschmückt mit echten Edelsteinen wie die beiden Horizonte. Erscheint er (= die Statue des Amun), so freut man sich bei dem Blick auf ihn.“

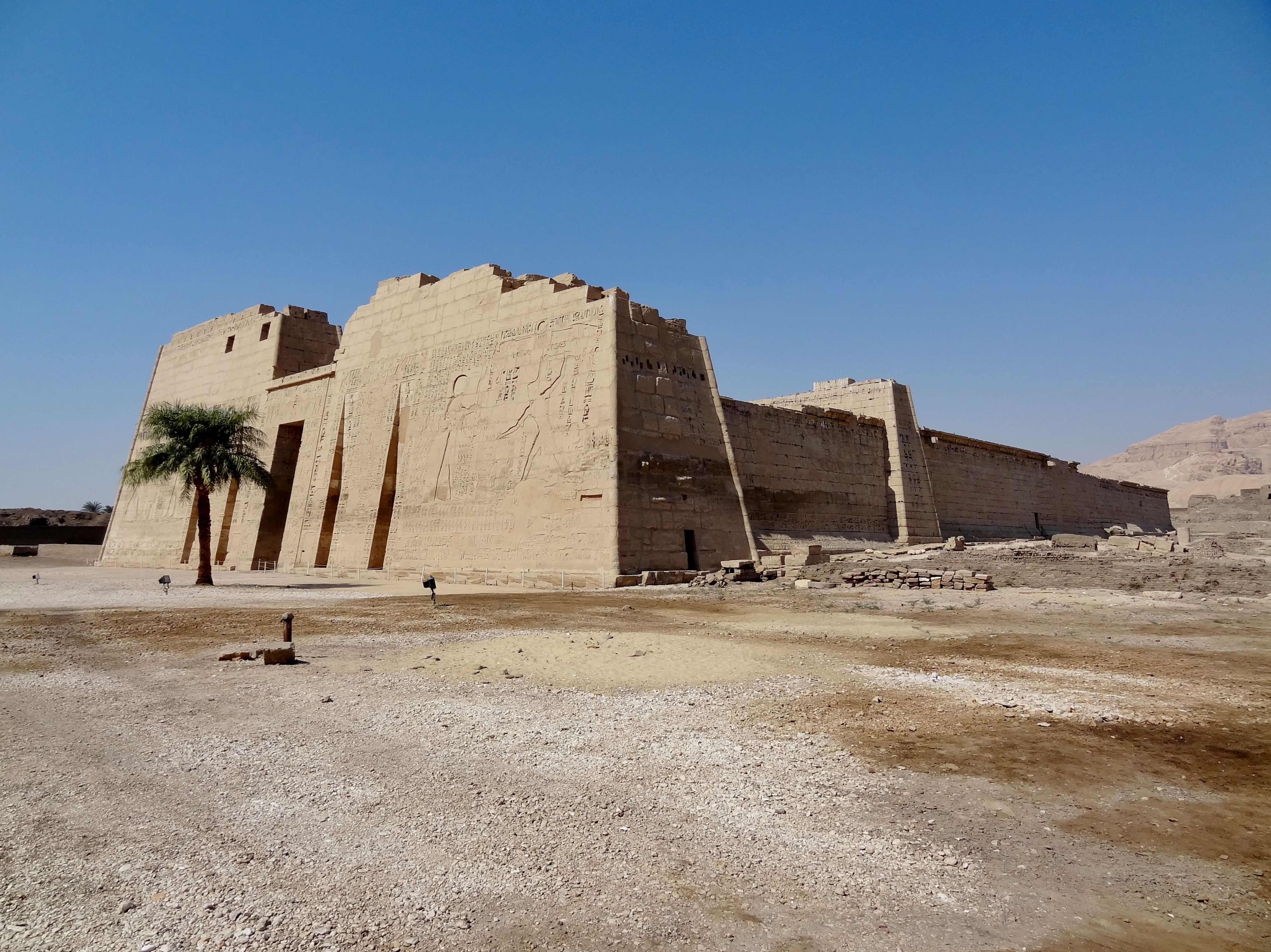
Ostansicht des Totentempels

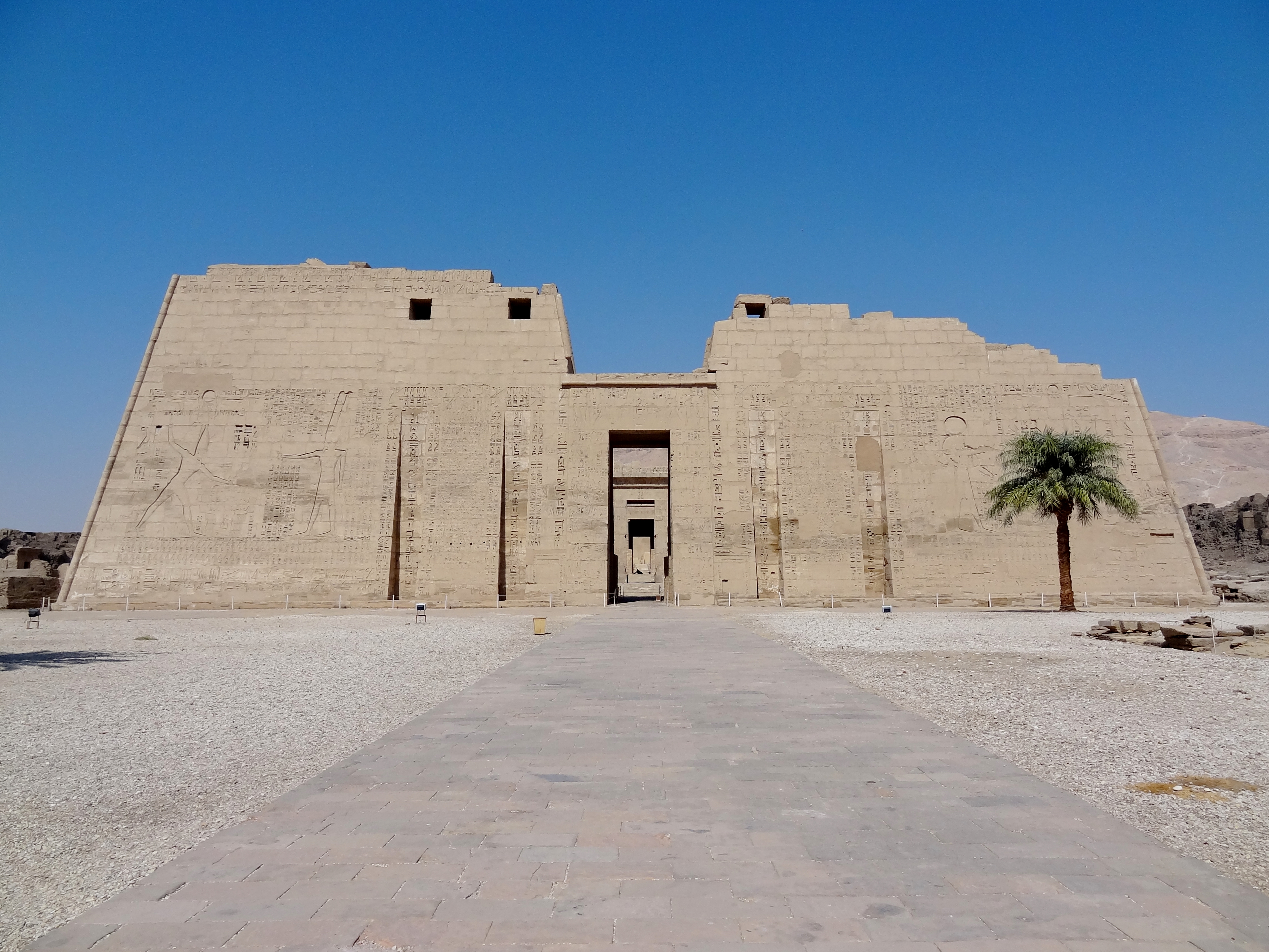
Erster Pylon mit dem Eingangsportal

Der Totentempel Ramses III. hatte ursprünglich eine Grundfläche von über 24.000 m² bei einer Länge von etwa 174 Metern und einer Breite von ungefähr 140 Metern. Dies sind die Maße einer ehemaligen inneren Umfassungsmauer, die noch auf Grund ihrer Fundamentreste erkennbar ist. Heute stehen vom Tempel nur noch die Gebäudeteile des Kernbereichs aus Sandstein auf einer Länge von 150 Metern mit zwei Höfen, drei Säulensälen und dem Heiligtum. Die Tempelanlage besitzt zwei Pylonen. Der erste Pylon mit dem verbindenden Eingangsportal, das vormals eine einflüglige Tür enthielt, ist 67,80 Meter breit und 24,45 Meter hoch. Seine Bautiefe am Boden beträgt 11,90 Meter, wobei sich der Baukörper nach oben verjüngt. Die Breite des ersten Pylonen bezeichnet zugleich die größte Breite des erhaltenen Tempelgebäudes. Zur Bauzeit wurde die Fassade auf gekalktem weißen Untergrund bunt bemalt.
Neben den jeweils zwei Aussparungen für Flaggenmaste rechts und links des Eingangs thematisiert die Frontansicht des Tempels in den Reliefs auf den beiden Pylonenseiten die Erschlagung von Feinden vor der Gottheit, auf der nordöstlichen Seite von nubischen und libyschen Gefangenen vor Re-Harachte und auf der südwestlichen von asiatischen Gefangenen vor Amun-Re. Darunter sind in zwei Reihen die Namen besiegter Länder und Städte in Hieroglyphenschrift vermerkt. Auf dem nordöstlichen Pylonenturm wird der Sieg Ramses’ III. über die Libyer im 11. Regierungsjahr beschrieben. Am südwestlichen Turm befindet sich an der dem Eingangsportal entgegengesetzten Außenseite das Relief einer Stierjagd des Königs in den Sümpfen des Nils. Die Brücke über dem Tordurchgang des Eingangsportals bildet einen kleinen Hof, auf dem sich eine Sonnenkultstätte befand.

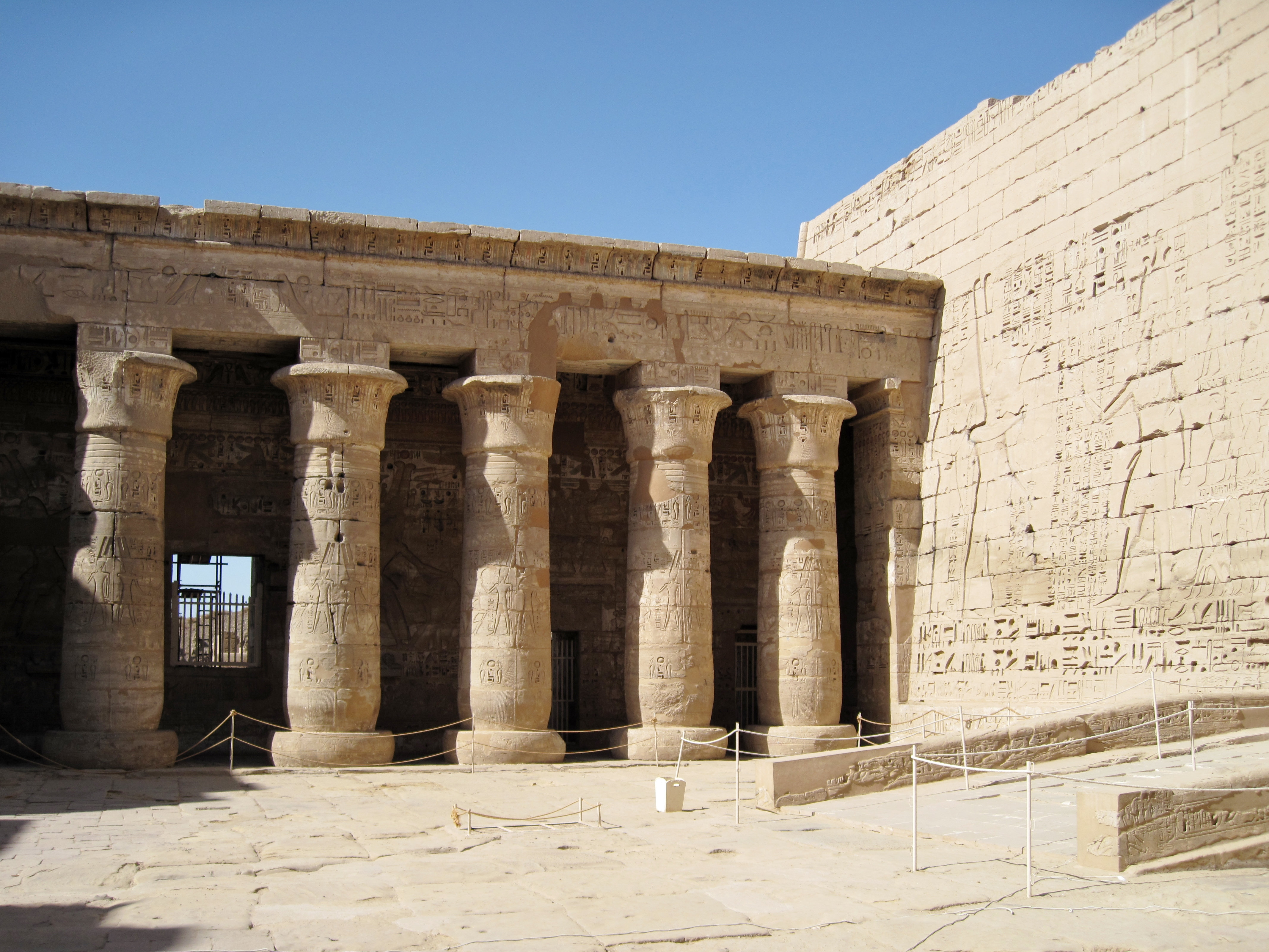
Erster Hof mit „Erscheinungsfenster“

Zwischen dem ersten und dem zweiten Pylonen erstreckt sich der 48 Meter lange und 44 Meter breite erste Tempelhof. Hier fällt zunächst die asymmetrische Gestaltung auf, da sich an der nordöstlichen Seite sieben Osirispfeiler, mit Statuen der Darstellung Ramses’ III. in der Gestalt des Gottes Osiris, und auf der südwestlichen Seite acht Säulen mit Papyruskapitellen befinden. Der Portikus im Südwesten diente dabei als Fassade für den hinter ihm angelegten Kultpalast außerhalb des eigentlichen Tempels, aber innerhalb der inneren Umfassungsmauer. Die Säulen des Portikus sind in unterschiedlichen Abständen zueinander aufgestellt. Hinter den beiden mittleren Säulen wurde ein Fenster in die Wand eingelassen, das als „Erscheinungsfenster“ bezeichnet wird. Hier soll der König Zeremonien im Tempelhof beigewohnt haben. Vom Fenster aus ist jedoch die Sicht in den Hof durch die Säulen eingeschränkt. Der König wäre in dem kleinen Fenster ebenfalls schlecht zu sehen gewesen. Auch scheint das Fenster nachträglich eingebaut, da es mit keiner Umrahmung dekoriert ist und die Reliefs unterbrochen wurden.
Die Statuen der Osirispfeiler des ersten Tempelhofes sind nur teilweise erhalten. Zu ihren Füßen stehen beidseitig etwa kniehohe Statuen jeweils einer Königin und einer Tochter des Pharao. Die Pfeiler sind mit Reliefs des Königs in Anbetung verschiedener Götter versehen. An den Wänden des Hofes befinden sich unterschiedliche Reliefs, teils als Bilddarstellung, teils mit Hieroglyphentext. Die Pylonen sind dabei mit Großreliefs geschmückt, so der Darstellung der Übergabe libyscher Gefangener und abgeschnittener Hände als Kriegsbeute an den König an der Rückwand der Nordostseite des ersten Pylonen und einer Kampfszene des Königs auf seinem Streitwagen gegen die Libyer an der südwestlichen Rückwand. Auf der Fassade des zweiten, etwas kleineren Pylonen ist im Südwesten die Opferung von Gefangenen durch den König vor Amun und Mut dargestellt, während die Nordostwand einen Hieroglyphentext vom Sieg über die Seevölker im achten Regierungsjahr Ramses’ III. enthält. Teile der Seevölker, insbesondere die Peleset (Philister), sind auf einem Relief am linken Pfosten des Durchgangsportals zum zweiten Tempelhof dargestellt. Über dem Portal, zu dem eine leicht ansteigende Rampe hinaufführt, steht der Text „User-maat-Re-meri-Amun (Ramses III.), Amun jubelt, wenn er ihn sieht“ in Hieroglyphen geschrieben.

Reliefs im ersten Tempelhof
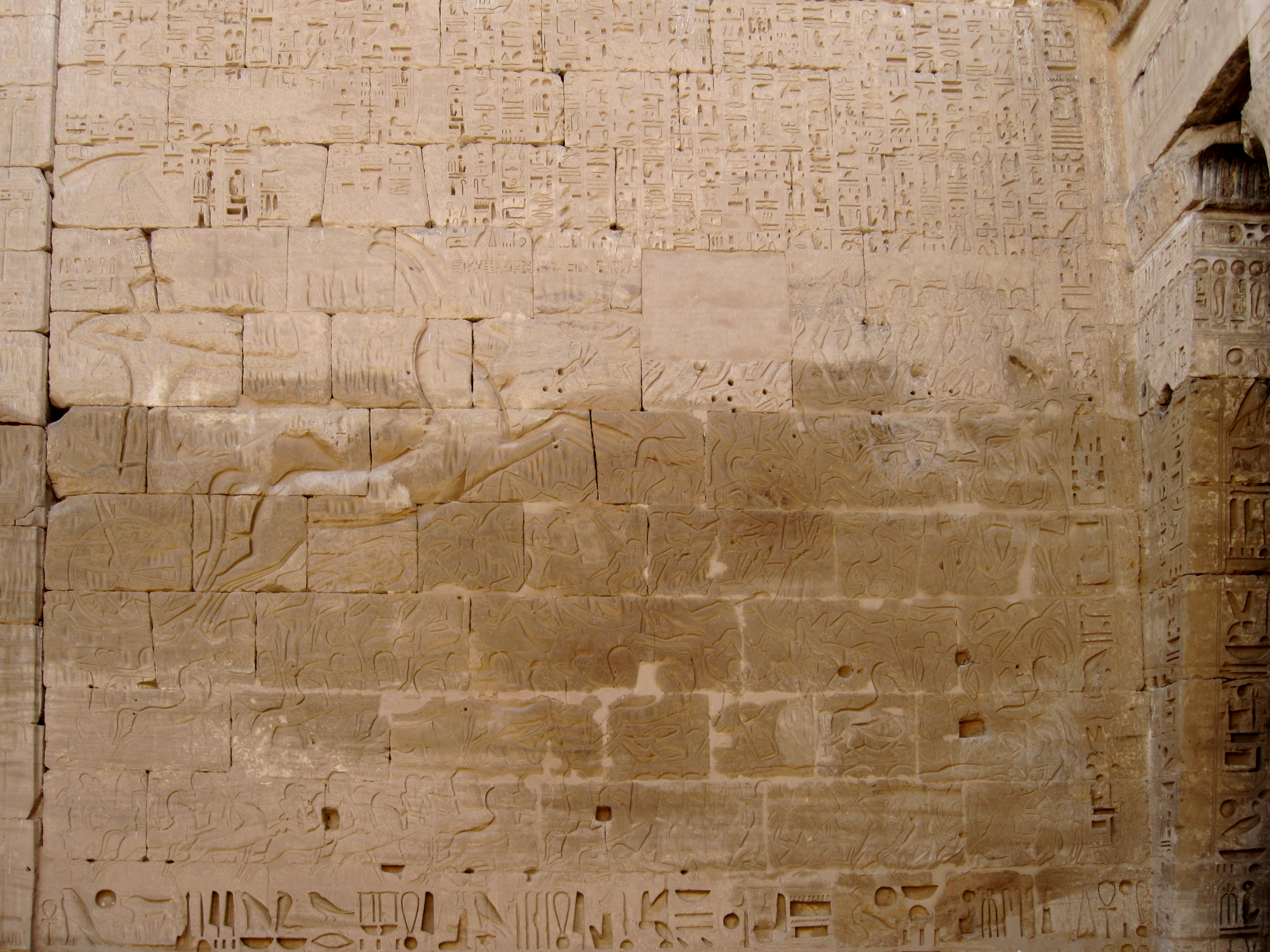
Sieg über die Libyer (Erster Pylon, Südwestseite)
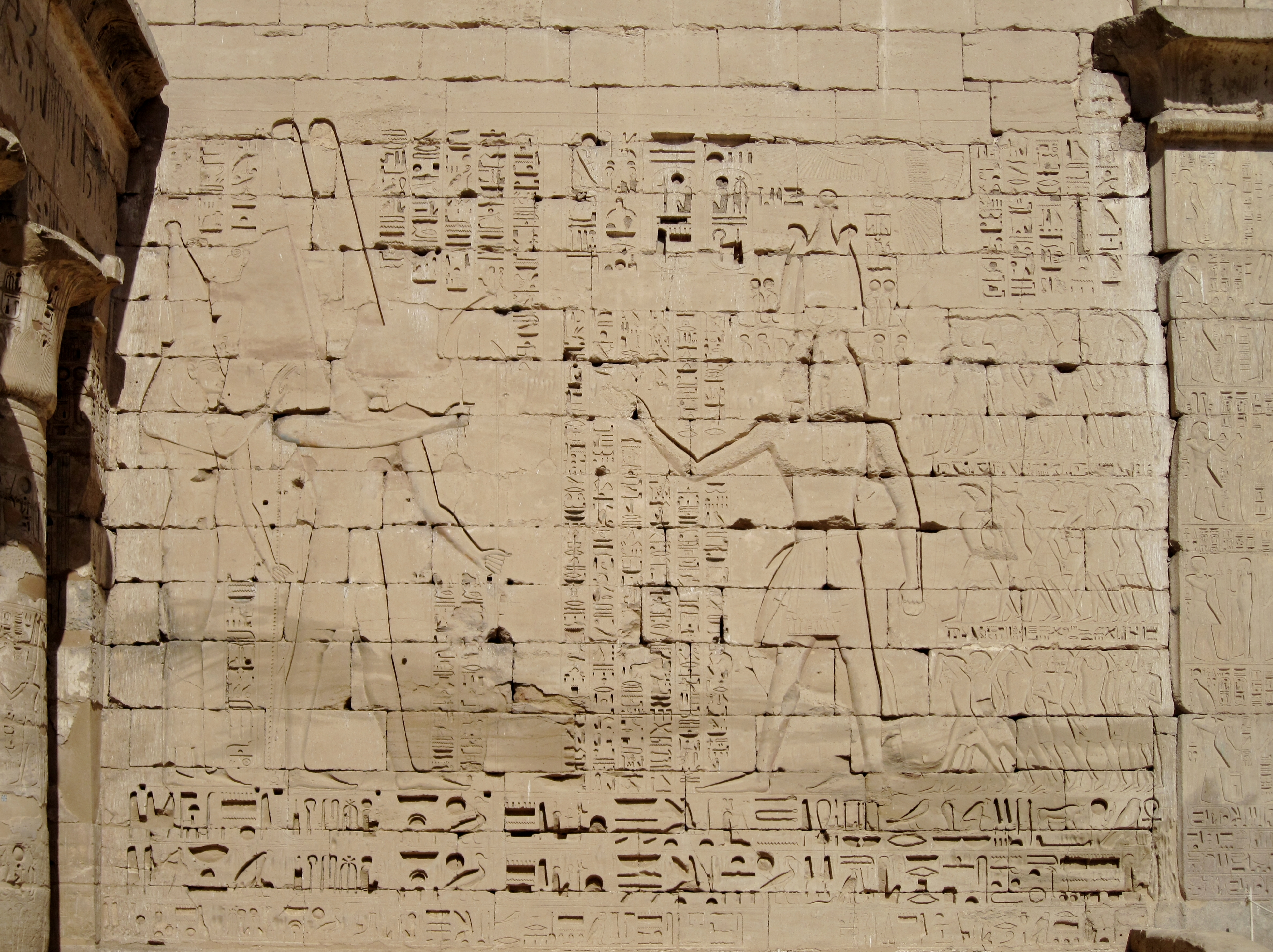
Opferung von Gefangenen (Zweiter Pylon, Südwestseite)
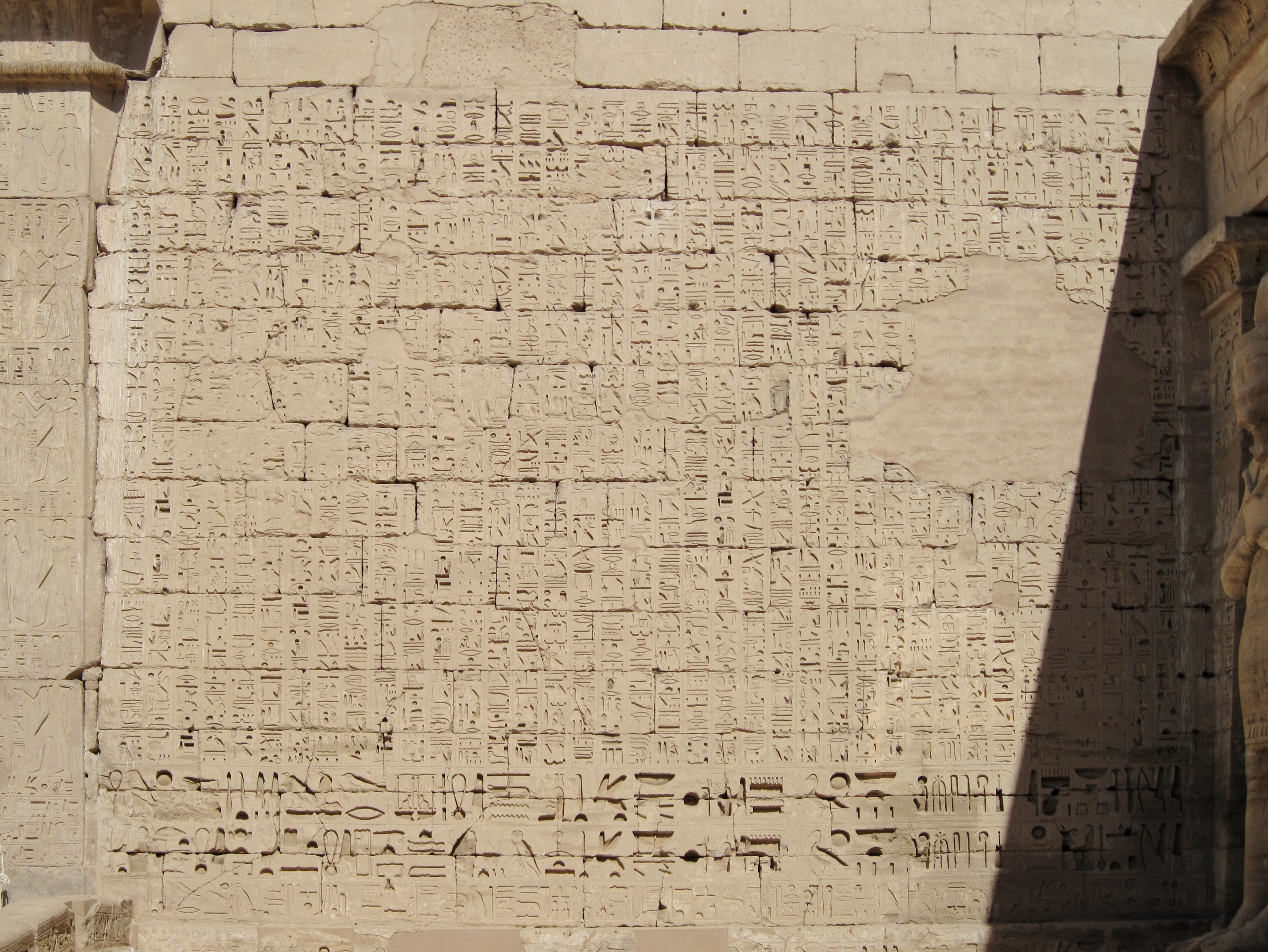
Text zum Seevölkerkampf (Zweiter Pylon, Nordostseite)
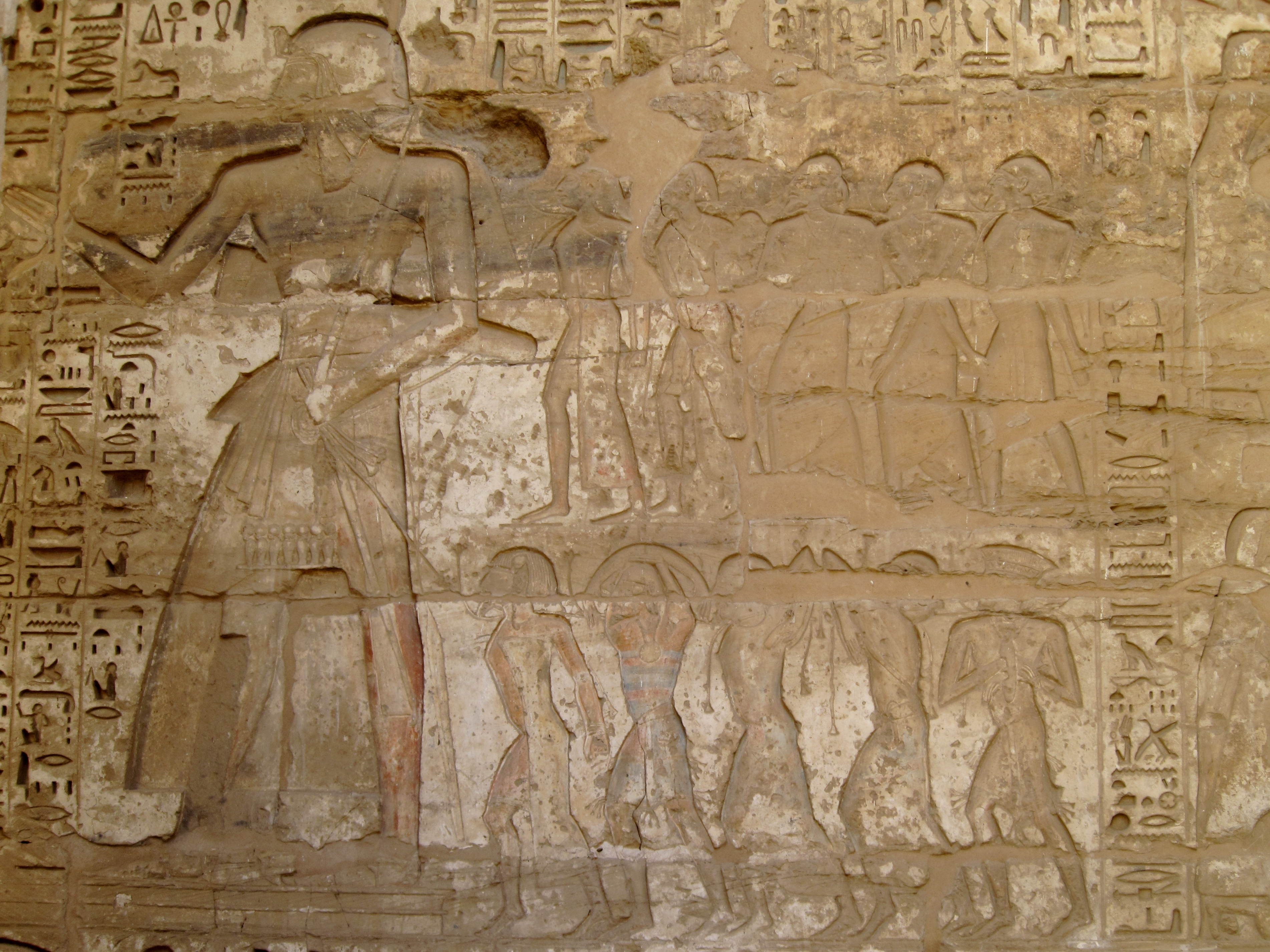
Verbringung Gefangener (Tempelwand, Nordostseite)

Der zweite Tempelhof, auch als „Hof der Feste“ bezeichnet, ist kleiner als der erste. Bei einem rechteckigen Grundriss und mit 44 Metern gleicher Breite wie der erste Hof hat er nur eine Länge von 28 Metern. Im Gegensatz zum ersten Tempelhof ist der zweite symmetrisch angelegt. An den Durchgangsportalen im Nordwesten und Südosten stehen jeweils acht Osirispfeiler, die an der Nordost- und der Südwestseite durch je fünf Säulen in Form von Papyrusrollen mit geschlossenen Kapitellen ergänzt werden, wobei die mittlere Säule der Nordostseite einschließlich Architrav heute fehlt. Die Königsstatuen an den Osirispfeilern wurden in christlicher Zeit bei der Errichtung der koptischen Kirche in dem Hof fast vollständig entfernt. Nur die Körper der beiden Pfeilerstatuen an den Ecken der Nordostseite blieben verschont, der Kopf des Königs wurde auch bei ihnen abgeschlagen. Wie im ersten Tempelhof führt auch im zweiten eine leicht ansteigende Rampe weiter ins Innere des Tempels. Auf der nächsten Ebene befindet sich vor dem Portal zum ersten Säulensaal, dem Hypostyl, ein Portikus von acht Säulen mit geschlossenen Kapitellen in einer Reihe, die mit Reliefs versehen direkt hinter den Osirispfeilern des Hofes stehen.

Zweiter Hof des Tempels
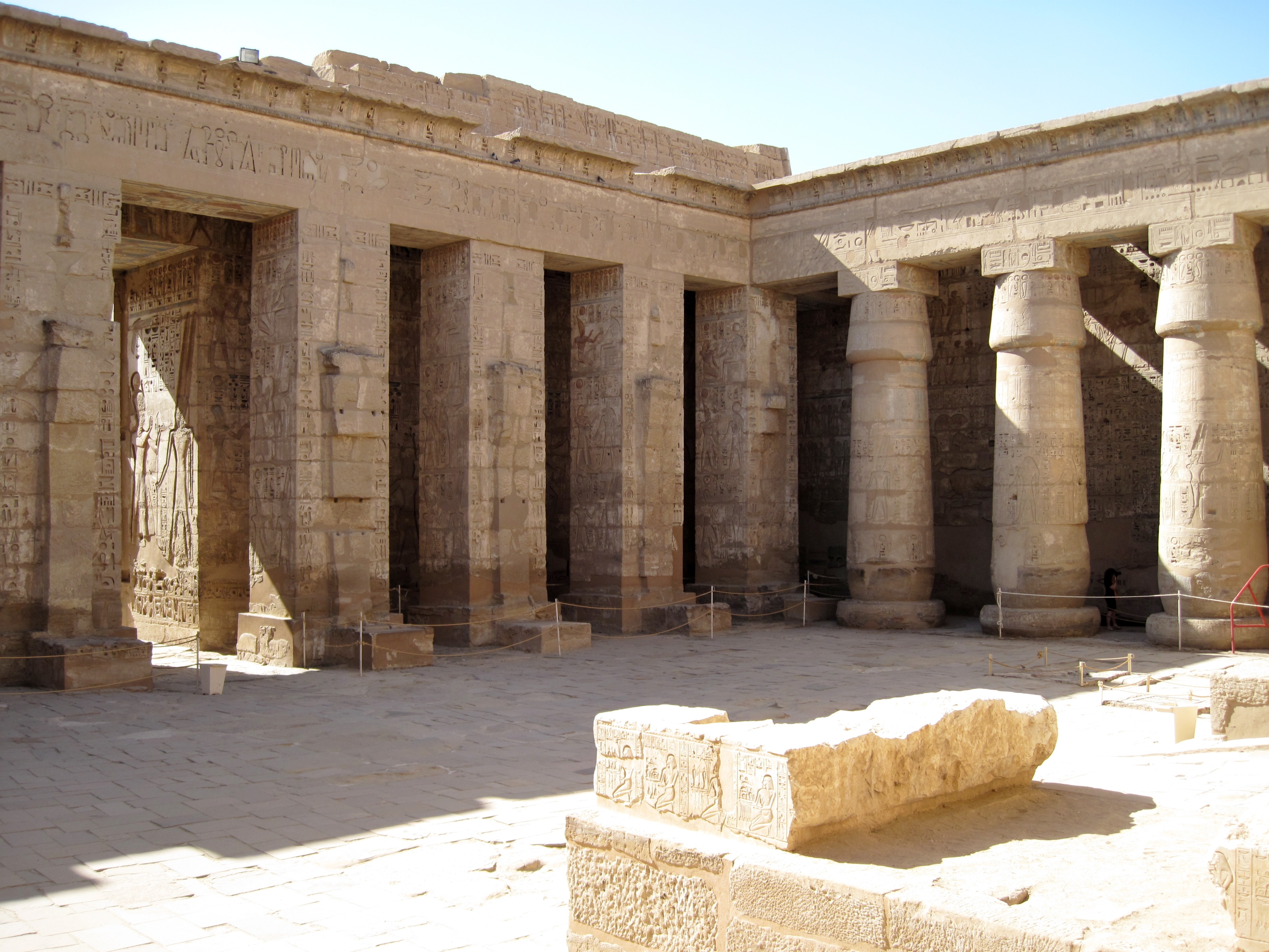
Osirispfeiler und Säulen (Südecke des Hofes)
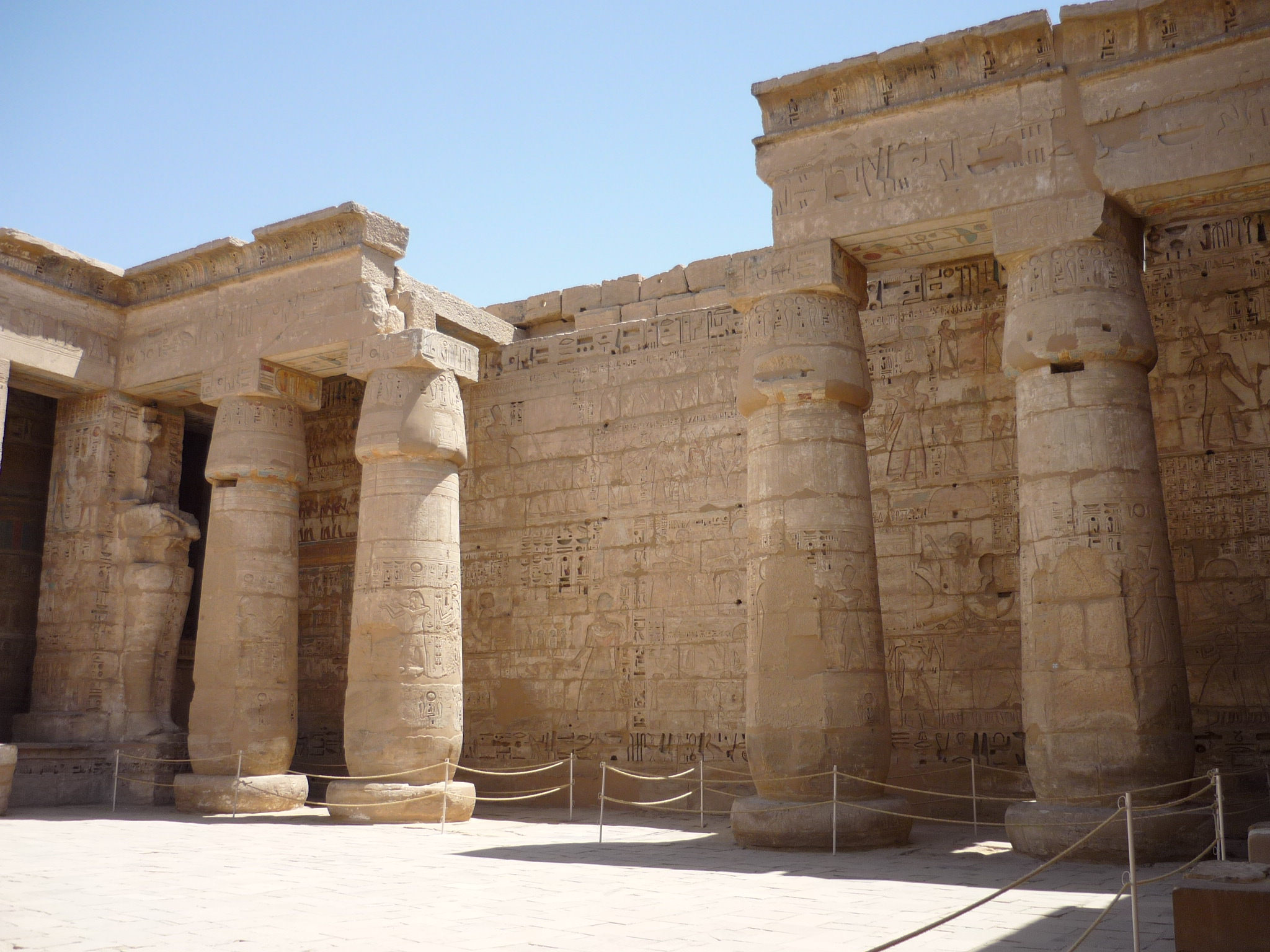
Fehlende Mittelsäule (Nordöstliche Wand)
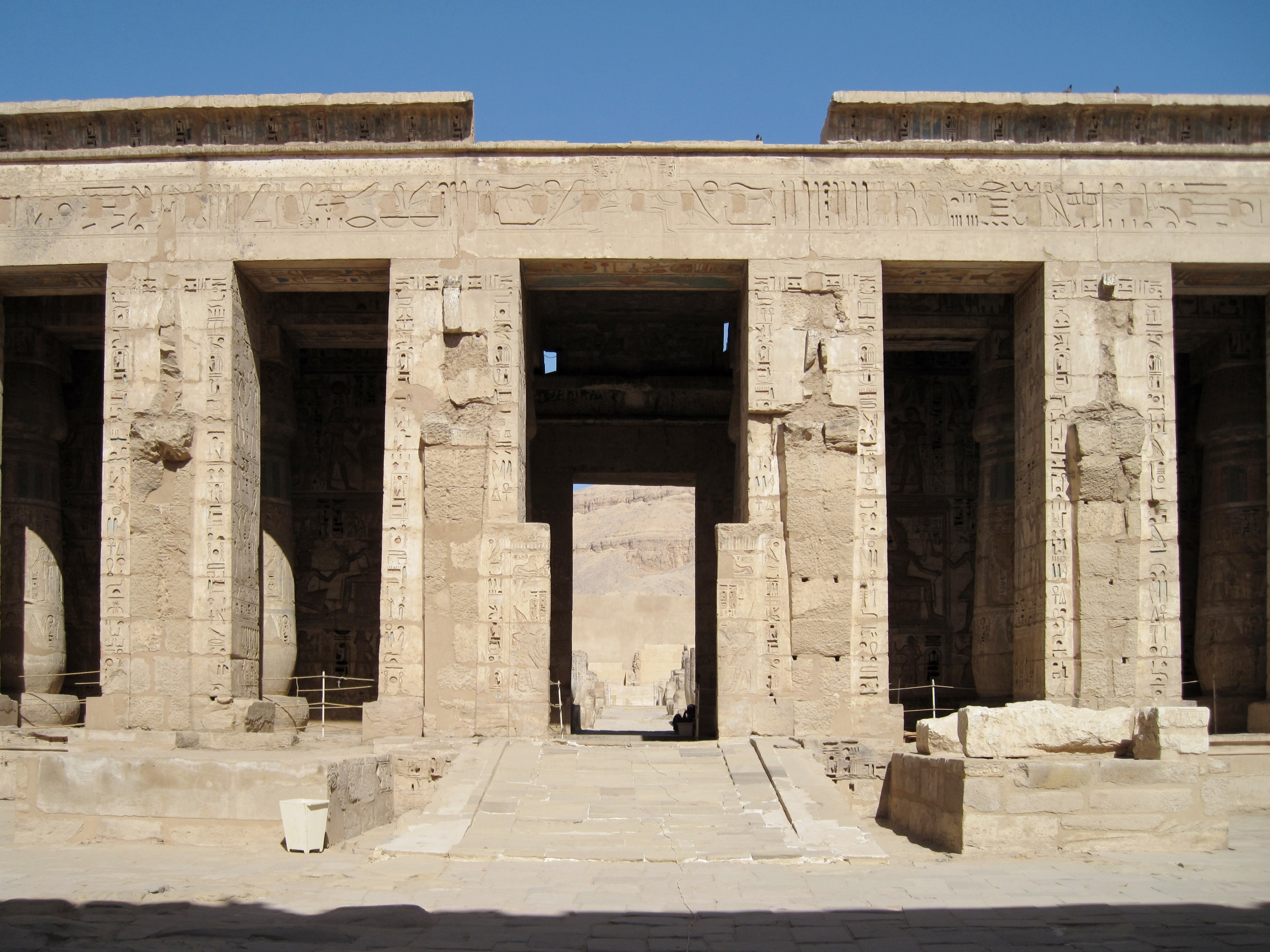
Portal zum Hypostyl (Nordwestseite)
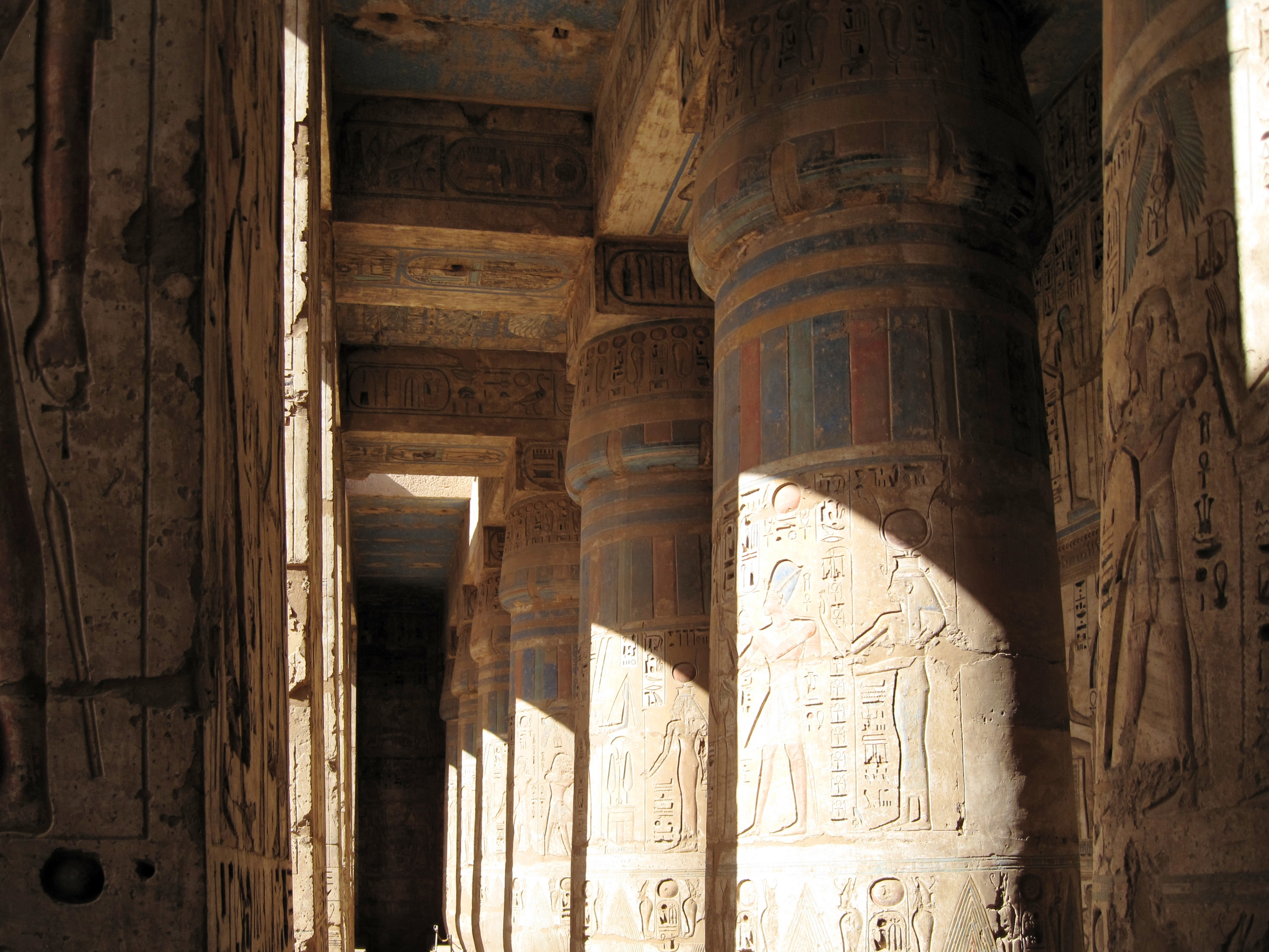
Kapitelle des Portikus (Nordwestseite)

Die Reliefs des zweiten Tempelhofes mit Bildern des Königs und verschiedener Götter sind in einem recht guten Zustand. Viele der Originalfarben haben sich erhalten, obwohl sie in christlicher Zeit übermalt wurden. Thematisiert wurden das Erntefest oder Min-Fest, verschiedene Rituale um den ägyptischen Fruchtbarkeitsgott Min, sowie die Prozession der heiligen Barken der Götter Amun, Mut und Chons, der „Thebanische Triade“. An der Rückseite des zweiten Pylonen und der anschließenden Tempelwand im Südwesten des Hofes ist das Fest des Gottes Ptah-Sokar dargestellt. Weiterhin zeigt die Südwestwand Szenen des Vorführens libyscher Gefangener vor den König und das Zählen abgeschnittener Hände und Penisse der Feinde. In einem Relief eines Festzuges im zweiten Hof werden die Statuen verstorbener Könige dargestellt, die von Priestern getragen werden. Bei den Abbildern der Vorfahren fehlen die damals als illegitim geltenden Siptah und Tausret aus der 19. Dynastie, wohingegen Sethos II., der Vorgänger Siptahs, und Sethnacht, der Begründer der 20. Dynastie, wie auch Ramses III. aufgeführt sind.

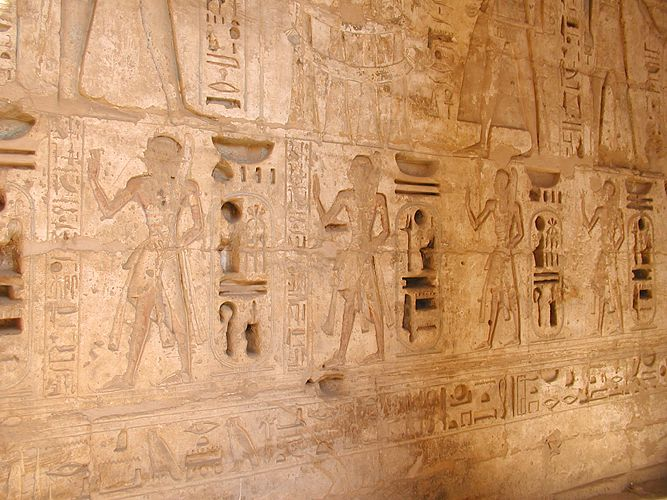
Prinzenprozession

Hinter den Osirispfeilern und den Säulen des nordwestlichen Portikus zeigen die Reliefs unter den Gabendarbringungen an die Götter die Söhne Ramses III. Die Darstellung wird auch als „Prinzenprozession“ bezeichnet. Ramses’ III. Söhne erscheinen hintereinander in absteigender Rangfolge, als erstes sein Nachfolger Ramses IV. mit den Titeln eines Erbprinzen, königlichen Schreibers (Sesch-nesu) und Generals. Die Beischriften zu den Prinzendarstellungen erfolgten jedoch erst spät, zum Teil nach der Thronbesteigung Ramses IV., was auf eine lange Zeit unklare Nachfolge Ramses’ III. hinweist. Er selbst hatte links und rechts des Eingangs zum ersten Säulensaal je dreizehn namenlose Figuren anbringen lassen, von denen die ersten zehn der Prinzen nachträglich Titel und Namen erhielten, wobei am Ende der linken Seite einige Figuren Namen der Töchter des Königs, der Prinzessinnen, erhielten. Die jeweils ersten vier Figuren jeder Seite wurden im Nachhinein umgearbeitet, sie erhielten eine Uräusschlange an der Stirn und die Königstracht als Bekleidung. Dies erfolgte erst unter Ramses VI., wobei dieser seinen eigenen Namen bei den Prinzen zwei und drei einsetzte, bei den übrigen die Namen seiner Brüder.

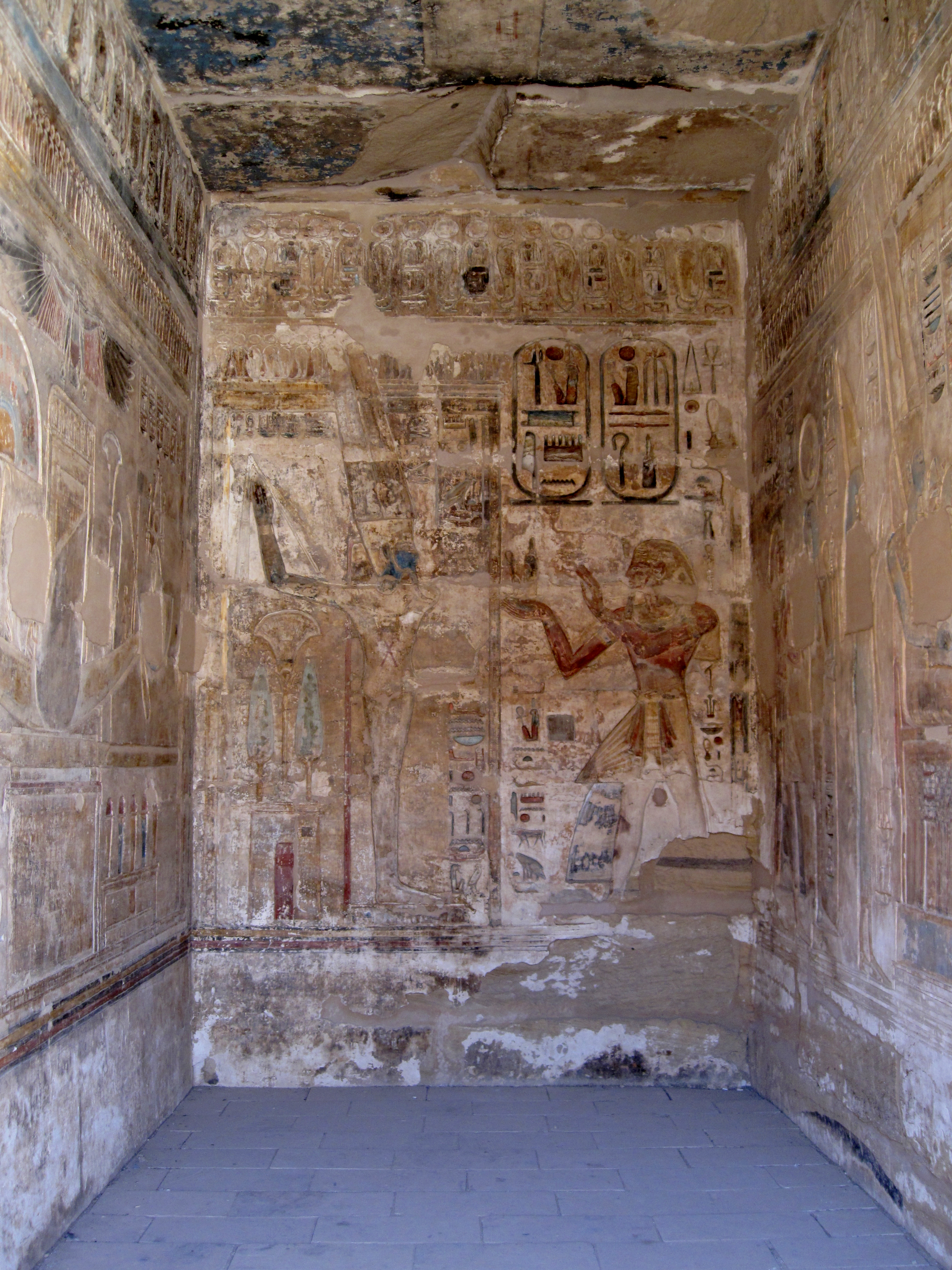
Kapelle des Min-Amun

Hinter dem Portikus aus acht in einer Reihe stehenden Säulen vor dem eigentlichen Tempelhaus stand im Altertum eine Säulenhalle mit erhöhtem Mittelgang, deren Decke von 24 Säulen getragen wurde. Von diesem Hypostyl gingen beidseitig mehrere Räume mit Nebenräumen und Einzelräume ab, darunter die erhaltene Kapelle des Min-Amun im Westen. Von der Säulenhalle sind nur noch die Säulenstümpfe und einige Seitenwände erhalten, das Dach ist nicht mehr vorhanden. Gleiches trifft auf die dahinter befindlichen Säle mit je acht Säulen zu, die als „Gastgöttersaal“ und „Opfertischsaal“ bezeichnet werden, wie auch auf das fast quadratische Sanktuar, dessen Dach auf vier Pfeilern auflag. In der Vergangenheit stand in dem Heiligtum auf einem Sockel die Götterbarke, mit der das Kultbild des Amun bei Prozessionen transportiert wurde.
Im „Opfertischsaal“ vor dem Sanktuar sind zwei Statuengruppen aus Rosengranit aufgestellt, die auf der Südwestseite Ramses III. mit Maat, auf der Nordostseite mit Thot darstellen, wobei die Statuen durch Ramses III. usurpiert wurden. Ursprünglich wurde in ihnen König Amenophis III. mit den jeweiligen Göttern gezeigt. Sie standen zunächst im Totentempel des Amenophis III. in Kom el-Hettân und wurden später von Ramses III. für seinen eigenen Totentempel verwendet. Die Datierung der Statuen in die Zeit Amenophis III. erfolgte auf Grund charakteristischer Merkmale der Gesichtsstilistik des heute fehlenden Königskopfes der Statuengruppe mit dem Gott Thot, der bei der Auffindung durch den Ägyptologen Uvo Hölscher noch vorhanden war. Die südwestliche Statuengruppe mit der Göttin Maat ist 2,10 Meter hoch und 1,25 Meter breit, die Statuengruppe des Königs mit Thot 2,40 Meter hoch und 1,20 Meter breit. Auf den Rückseiten befinden sich jeweils vier teilweise zerstörte Inschriftenkolumnen mit Hieroglyphen.
Hinter dem Heiligtum, dem ehemaligen Raum mit der Amunbarke, sind Reste mehrerer schmaler Querräume zu erkennen. Ihre Funktion ist nicht gesichert, aber es wird angenommen, dass in ihnen Götterstatuen aufbewahrt wurden, die Amun in seinen verschiedenen Erscheinungsformen darstellten. An der südwestlichen Außenwand des Tempelhauses reihten sich im Inneren fünf Schatzkammern, eine Month-Kultstätte und die in einen Osiris-Tempel umgewandelten Totenkulträume Ramses’ III. aneinander. Dort befand sich auch eine Verehrungsstätte für Ramses II. als „Vater und Vorfahren“ von Ramses III. An der Nordostwand standen vier Kapellen für Ramses III., Ptah, Amun und andere Götter, ein kultischer Schlachthof, eine Sonnenkultstätte mit Dachtreppe und ein Heiligtum der Götterneunheit.

Reste des Tempelhauses
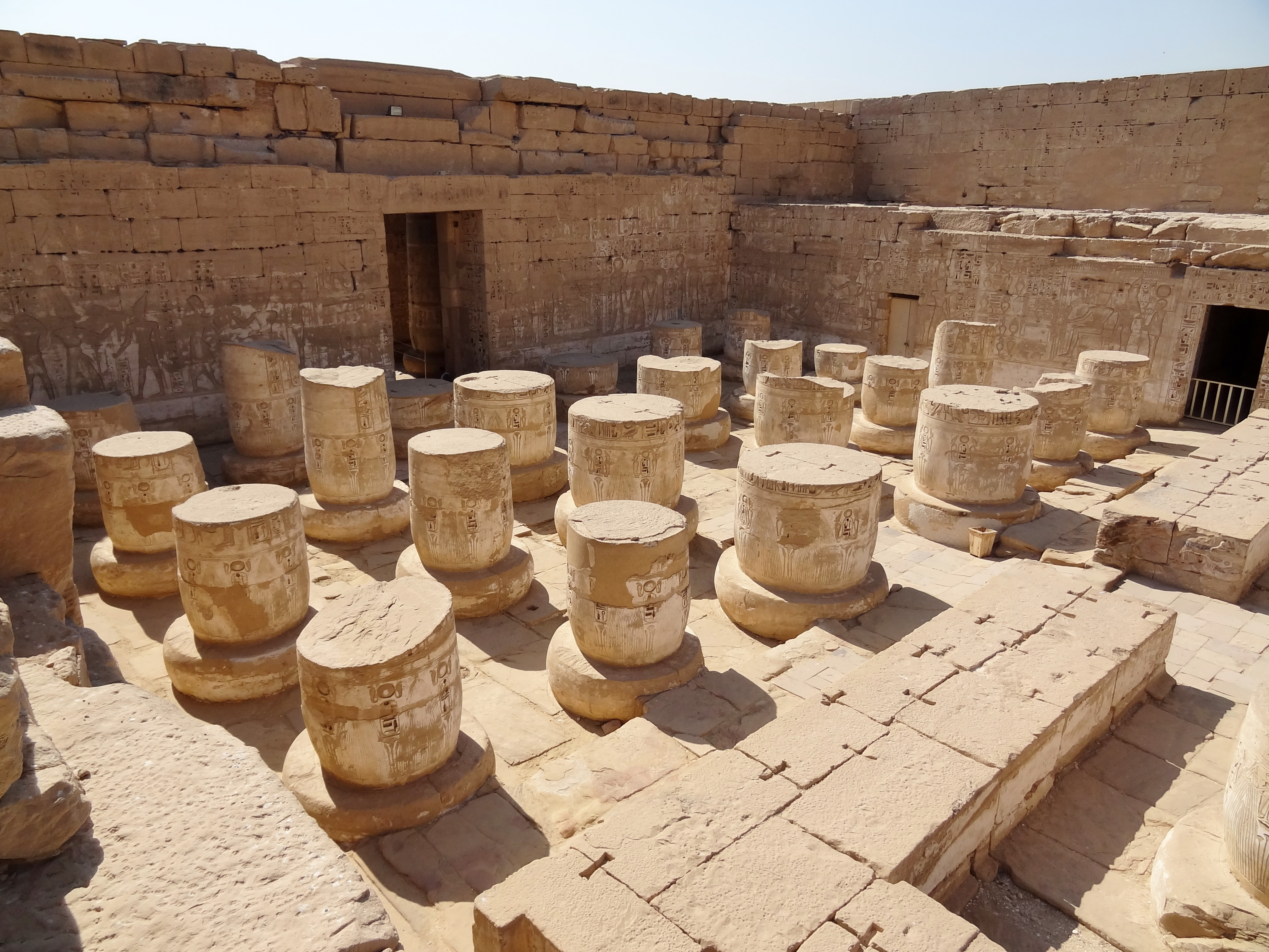
Säulenreste im Hypostyl (Südseite)
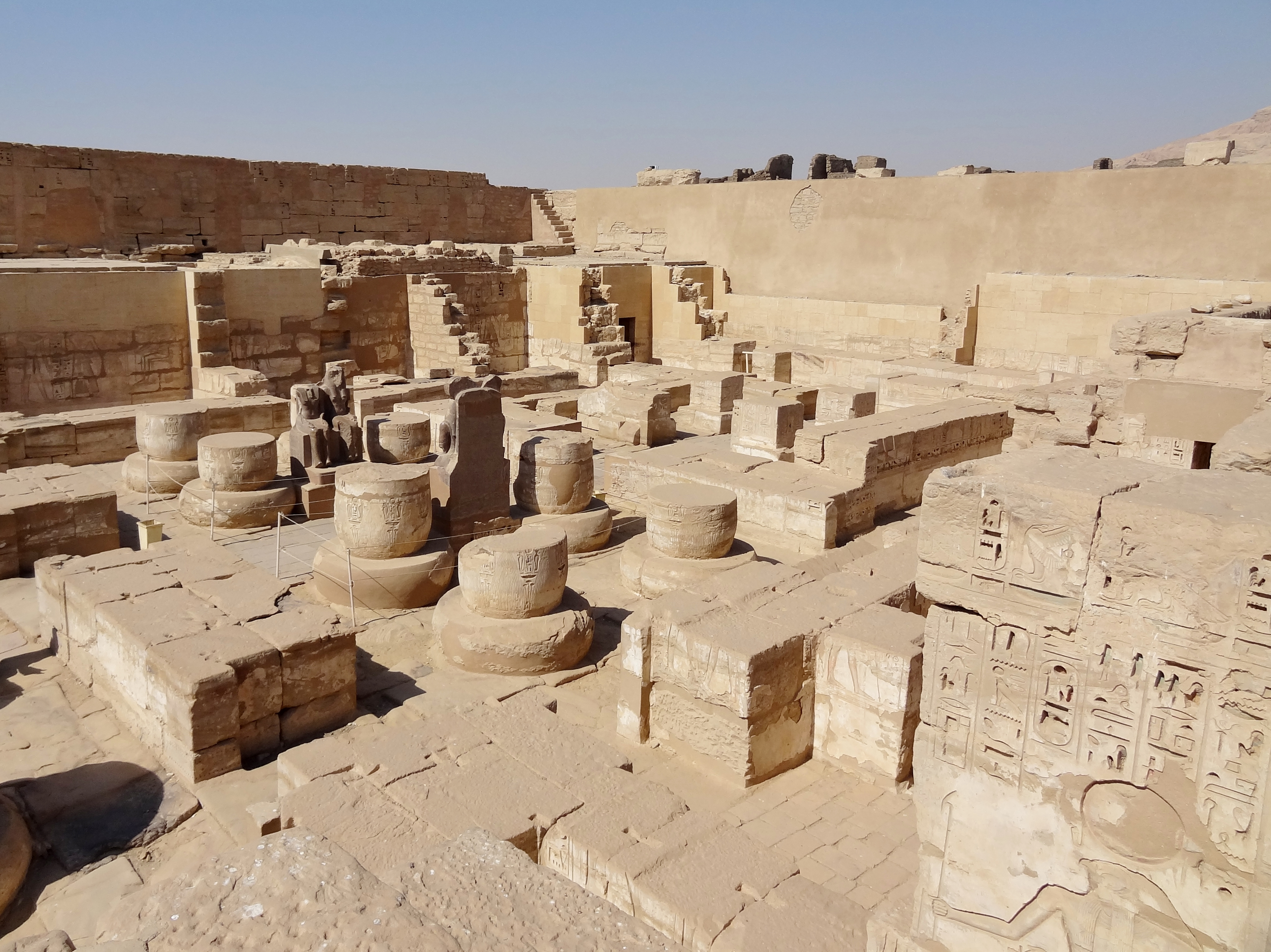
Südwestliche Räume (Westecke)
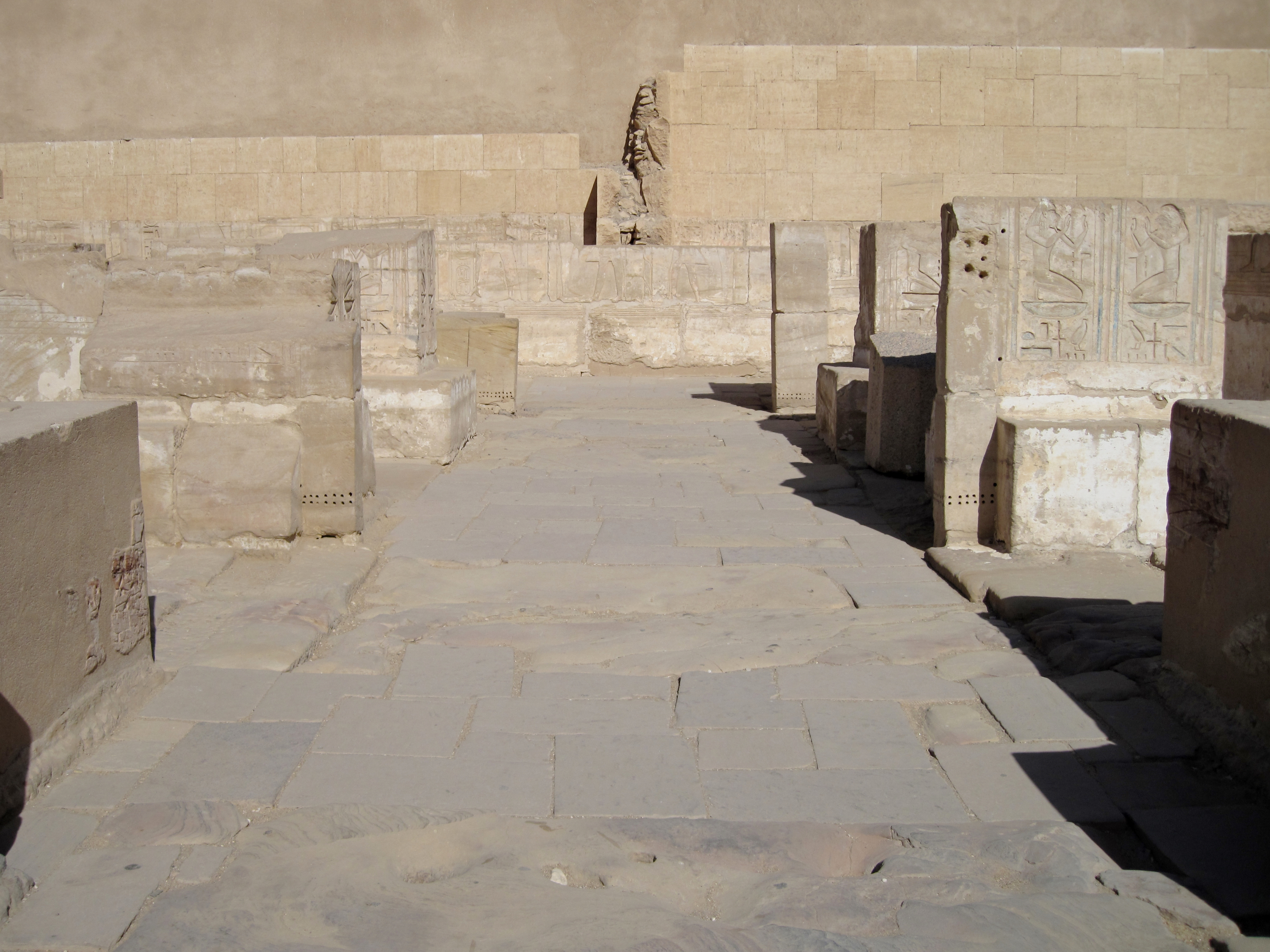
Heiligtum und Rückwand (Nordwestseite)
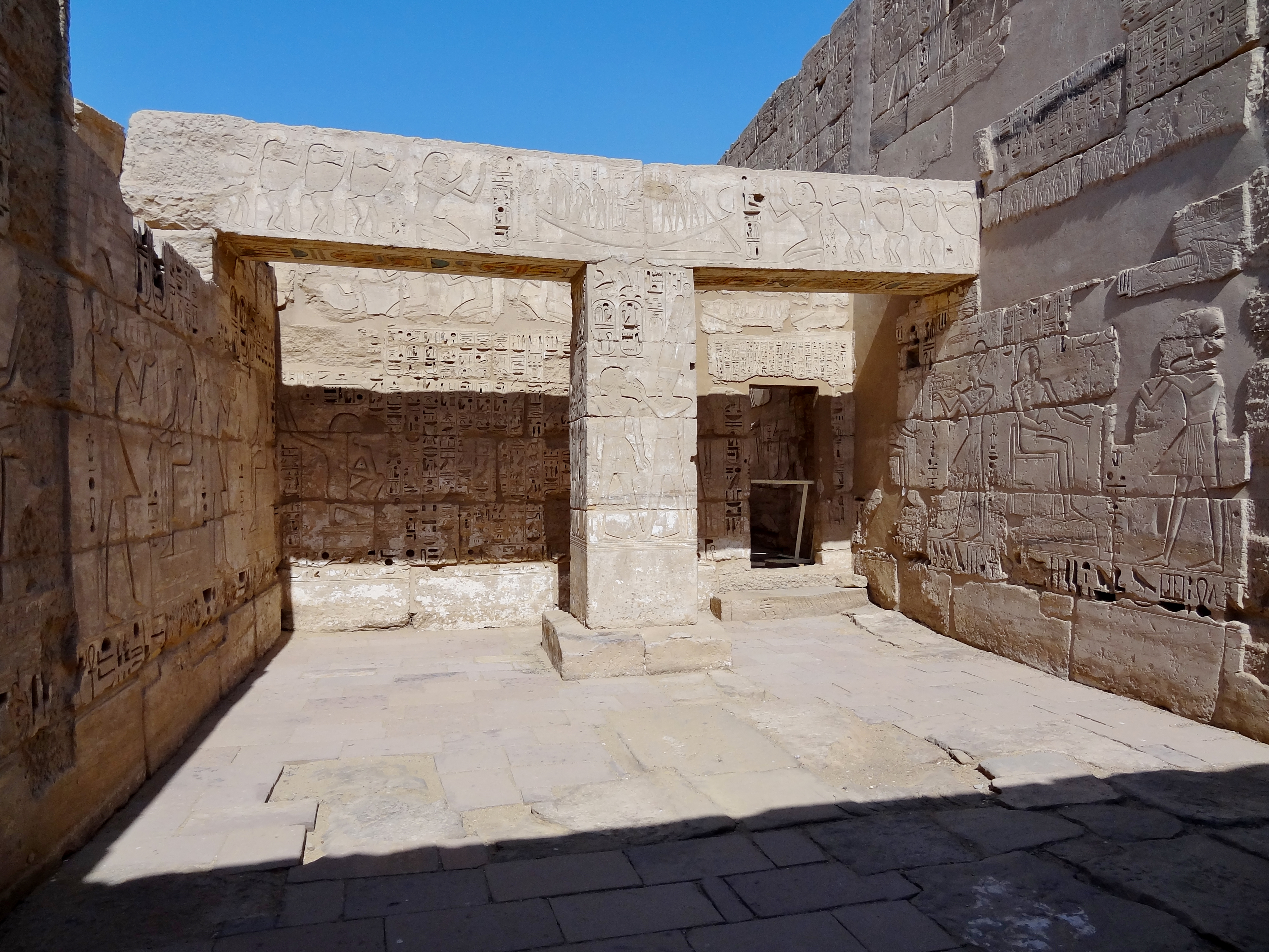
Kapellenreliefs (Nordostseite)

An den Außenmauern der Tempelanlage befinden sich Reliefdarstellungen der von Ramses III. geführten Kriege, des ersten und zweiten Libyschen Krieges, des Seevölkerkrieges, des Asiatischen Krieges und des Nubischen Krieges, wobei ein Krieg gegen die Asiaten in der Zeit des Tempelbaus unwahrscheinlich ist, weil der zweite Libysche Krieg bis in das 11. Regierungsjahr des Königs andauerte, und der Krieg gegen Nubien als fiktiv gilt, da das Land zur Zeit Ramses’ III. bereits besiegt war. Die Kriege sind an den Wänden geografisch nach der Herkunft der Feinde ausgerichtet. Auffällig ist, dass sich gleichartig gestaltete Kämpfer einmal auf der Seite der Feinde des Pharao, in einem anderen Krieg als Hilfstruppen der Ägypter wiederfinden. Zwischen der Außenmauer des Tempelbaus und der ehemaligen Umfassungsmauer standen verschiedene Gebäude, in denen Lagerhallen, Kasernen, Büros und Priesterwohnungen untergebracht waren. Am besten erhalten sind noch die Reste eines kleinen Palastes an der Südecke, dessen Eingang sich im ersten Tempelhof befand. Die Nutzung dieser oft als „Königspalast“ bezeichneten Anlage im Süden des Totentempels ist jedoch umstritten.